# Masticophis bilineatus
Masticophis bilineatus är en ormart som beskrevs av Jan 1863. Masticophis bilineatus ingår i släktet Masticophis och familjen snokar.
Denna orm förekommer i sydvästra USA i Arizona och sydvästra New Mexico samt i västra Mexiko i delstaterna Sonora, Chihuahua, Sinaloa, Aguascalientes, Jalisco, Nayarit och Durango. Den hittas även på några öar väster om Mexiko. Masticophis bilineatus vistas i låglandet och i bergstrakter upp till 2300 meter över havet. Habitatet utgörs av gräsmarker, busklandskapet Chaparral och öppna skogar med tallar och ekar. Individerna lever ofta nära vattendrag. De vistas främst på marken men de klättrar ibland i den låga växtligheten. Honor lägger ägg.
För beståndet är inga hot kända och hela populationen anses vara stabil. IUCN kategoriserar arten globalt som livskraftig.

## Underarter
Arten delas in i följande underarter:
- M. b. bilineatus
- M. b. slevini